# Abihu
Abihu (hebr. אביהוא, on jest ojcem) – postać biblijna ze Starego Testamentu (Księga Wyjścia), syn Aarona i Eliszeby. 
Urodził się w Egipcie, skąd wyszedł z całym narodem izraelskim. Miał trzech braci: Nadaba, Eleazara i Itamara. Ze swym starszym bratem Nadebem i 70 innymi Izraelitami oraz Aaronem i Mojżeszem został wezwany na górę Synaj, gdzie ujrzał wizję Jahwe. Wraz z ojcem i braćmi został wprowadzony na urząd kapłański. Najprawdopodobniej na drugi dzień po tej uroczystości Abihu i jego brat Nadab dopuścili się poważnego wykroczenia, ofiarując niedozwolony ogień i zostali za to zabici przez ogień od Jahwe, a potem ich ciała wyniesiono za obóz. Aaronowi oraz dwom pozostałym braciom Bóg zabronił obchodzić żałobę po swych bliskich, których zgładził spośród zgromadzenia.